# Polski Związek Szermierczy
Polski Związek Szermierczy (PZS, PZSzerm) – organizacja zrzeszająca zawodników, trenerów i działaczy polskiej szermierki powstała 28 maja 1922 roku we Lwowie. od 1945 roku ma siedzibę w Warszawie. W latach 1950–56 działał w formie Sekcji Szermierki przy GKKF, w 1957 roku reaktywowano.
Polski Związek Szermierczy od 1923 roku jest członkiem Międzynarodowej Federacji Szermierczej (FIE).
PZS był jeden raz organizatorem mistrzostw świata w 1963 roku w Gdańsku oraz dwukrotnie mistrzostw Europy - w 1994 roku w Krakowie i 1997 w Gdańsku.
Prezesem PZS w latach 1948–1950 i 1957–1962 oraz przewodniczącym Społecznej Sekcji Szermierki Głównego Komitetu Kultury Fizycznej w latach 1950–1957 był Otto Fiński.
Od 26 września 2021 funkcję prezesa Zarządu PZS sprawuje prof. Tadeusz Tomaszewski.